# فوت کرد (فیلم)
فوت کرد (به انگلیسی: Passed Away) فیلمی محصول سال ۱۹۹۲ و به کارگردانی چارلی پیترز است. در این فیلم بازیگرانی همچون باب هاسکینز، بلر براون، تیم کوری، فرانسیس مک‌دورمند، ویلیام پترسن، پاملا رید، پیتر ریجرت، مورین استیپلتون، نانسی تراویس، جک واردن، تری پولو، دبورا راش، پاتریک برین، دن فوترمن، سارا رو و دیلن بیکر ایفای نقش کرده‌اند.